# Андре дьо Монбар
Андре дьо Монбар (на френски: André de Montbard) е велик магистър на тамплиерите от 1154 до 1156 г. Роден в Бургундия, Франция той е един от първите девет кръстоносци, основали ордена на тамплиерите. Последователно заема длъжностите командир на Йерусалим, сенешал и Велик магистър. Считан е за един от най-слабите Велики магистри.